# Koúris
Koúris är en dammbyggnad i Cypern.   Den ligger i distriktet Eparchía Lemesoú, i den centrala delen av landet, 60 km sydväst om huvudstaden Nicosia. Koúris ligger 240 meter över havet. Den ligger på ön Cypern.
Terrängen runt Koúris är huvudsakligen kuperad, men söderut är den platt. Trakten runt Koúris är ganska tätbefolkad, med 248 invånare per kvadratkilometer. Närmaste större samhälle är Limassol, 11,9 km öster om Koúris. Trakten runt Koúris består till största delen av jordbruksmark.